# Rhyssinae
Rhyssinae sind eine kleinere Unterfamilie der Schlupfwespen, die weltweit verbreitet ist. Sie ist besonders artenreich in tropischen Regenwäldern in Südostasien. Es sind derzeit 8 Gattungen mit circa 450 Arten bekannt. Zu dieser Unterfamilie gehören besonders große und auffällige Schlupfwespen mit sehr langen Legebohrern, mit denen sie sogar in Holz bohren können.

## Morphologie
Rhyssinae sind oft große Schlupfwespen (Länge des Vorderflügels 6 bis 30 mm), oft auffällig gefärbt. Sie haben oft einen sehr langen Legebohrer. Zum Beispiel kann die Körperlänge mit Legebohrer der einheimischen Rhyssa persuasoria 85 mm betragen, bei der nordamerikanischen Art Megarhyssa atrata sogar 170 mm. Der obere Mandibelzahn ist groß und meißelförmig. Das Mesoscutum (Rückenplatte des Thorax) ist abgeflacht und runzelig. Bei den Weibchen hat das letzte Tergit einen horn-ähnlichen Auswuchs am Ende. Das Propodeum ist ohne Riefen.

## Lebensweise

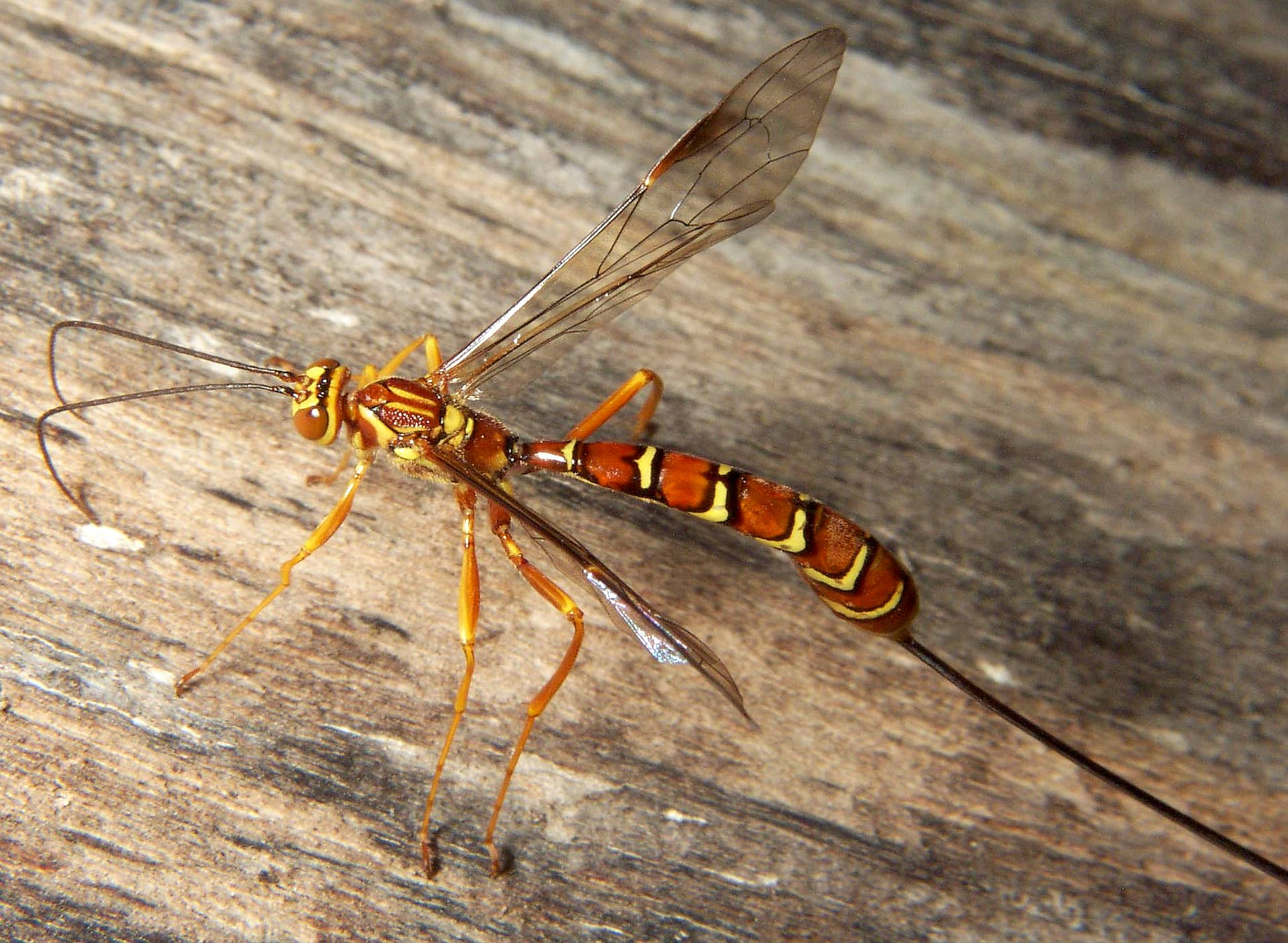
Megarhyssa greenei, Weibchen

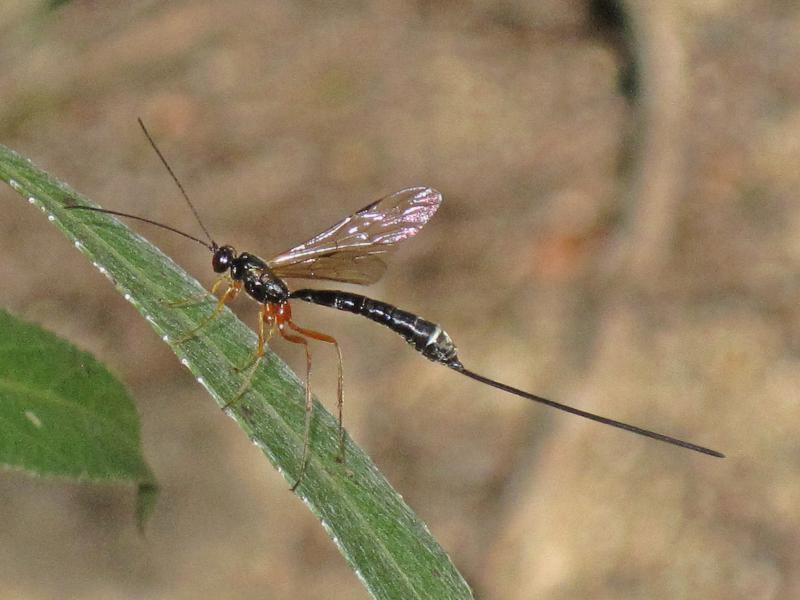
Rhyssella approximator, Niederlande

Rhyssinae sind idiobionte Ektoparasitoide holzbohrender Larven endopterygoter Insekten, die tief im Holz verborgen leben. Zu diesen zählen Holzwespen (Siricidae) und Schwertwespen (Xiphydriidae), aber auch Prachtkäfer (Buprestidae) und Bockkäfer (Cerambycidae). Die Schlupfwespenlarven können sich außerdem als Hyperparasitoide von anderen Holzwespen-Parasitoiden ernähren.
Man kann die einheimischen Rhyssa-Arten dabei beobachten wie sie frisch abgestorbene Bäume inspizieren und gegebenenfalls dort ihre Eier ablegen, indem sie mit dem Legebohrer in das Holz bohren. Das Bohren kann mehr als eine Stunde dauern. Während dieser Zeit sind die Weibchen Prädatoren schutzlos ausgeliefert. Rhyssa und Megarhyssa parasitieren Holzwespen (Gattung Sirex), Rhyssella befällt Xiphydria-Arten. Die meisten tropischen Arten befallen vermutlich im Holz lebende Käferlarven, teilweise wohl auch Holzwespenlarven.

## Systematik

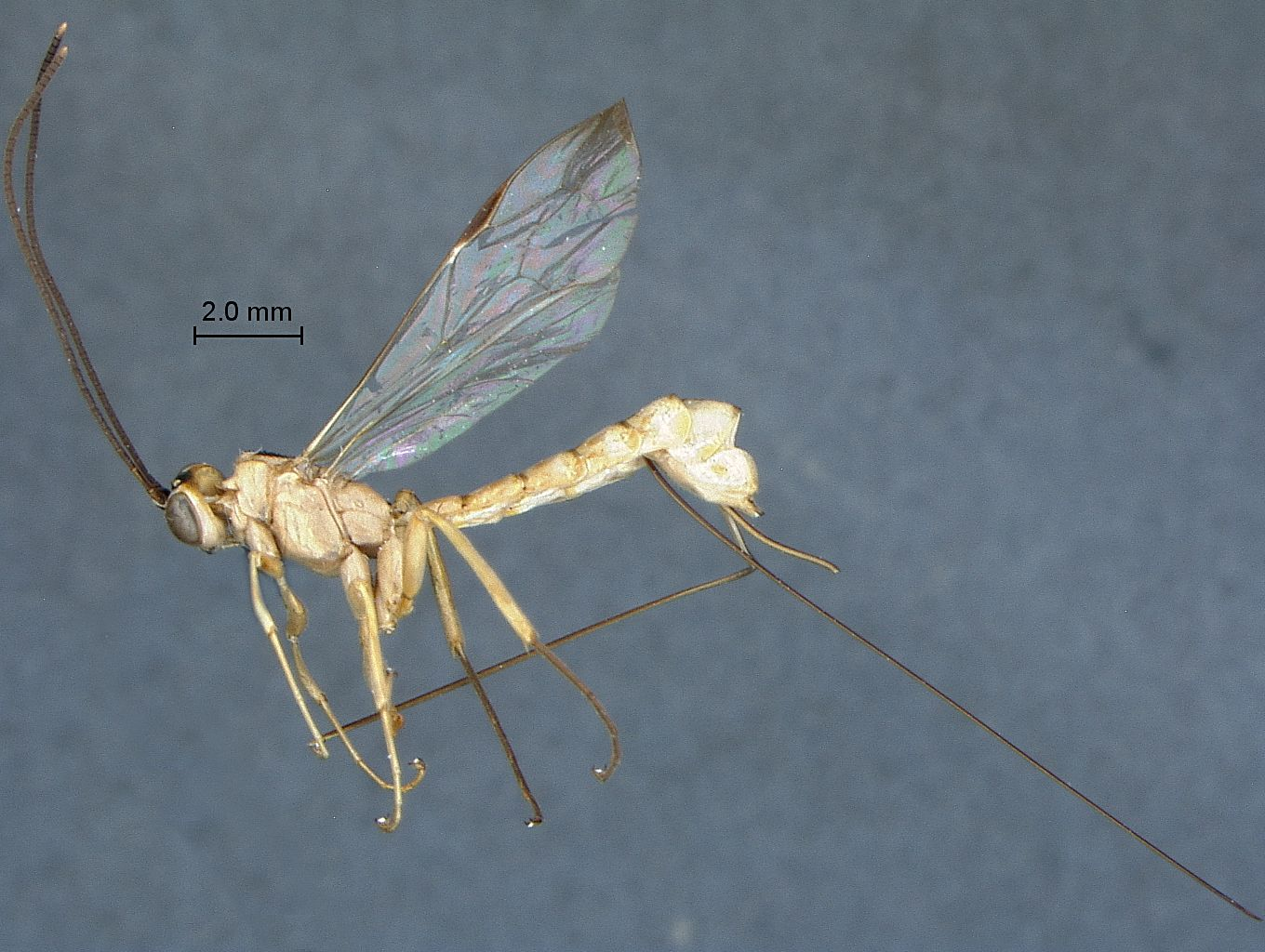
Epirhyssa shaka, aus Südafrika, Holotypus

Die Rhyssinae wurden früher zu den Pimplinae gezählt, ehe sie als eigene Unterfamilie angesehen wurden. Sie sind vermutlich monophyletisch und werden mit den Poemeniinae zu den "höheren Pimpliformes" gezählt.
Es sind 8 Gattungen beschrieben:
- Cyrtorhyssa, Orientalis
- Epirhyssa, weltweit außer Australien, die artenreichste Gattung der Unterfamilie mit ca. 118 Arten[1]
- Lytarmes, Orientalis, Australasien
- Megarhyssa, Holarktis, Orientalis, Äthiopis
- Myllenyxis, Orientalis
- Rhyssa, Holarktis, Orientalis, Neotropis[9]
- Rhyssella, Holarktis
- Triancyra, Orientalis, Ostpalaearktis, Australasien[10]

## Einheimische Arten
Nach .
- Megarhyssa perlata, D, A,
- Megarhyssa rixator, D, A, CH
- Megarhyssa superba, D, A, CH
- Megarhyssa vagatoria, D
- Rhyssa amoena, D, A
- Rhyssa kriechbaumeri[12], D, A, CH
- Holzwespen-Schlupfwespe, Rhyssa persuasoria, D, A, CH, in Australien und Neuseeland eingeführt
- Rhyssella approximator, D, A, CH
- Rhyssella obliterata, D, A